# Maria Palmer
Maria Palmer, gebürtig Maria Pichler, (* 5. September 1917 in Wien, Österreich-Ungarn; † 6. September 1981 in Los Angeles, Vereinigte Staaten) war eine österreichischstämmige, US-amerikanische Bühnen- und Filmschauspielerin.

## Leben und Wirken
Die gebürtige Maria Pichler wuchs in Wien auf und stand dort bereits als Dreijährige mit Kinderrollen sowohl auf der Bühne (unter der Leitung von Max Reinhardt, so etwa in dessen Das Mirakel) als auch 1923 vor einer Kamera (in Desider Kertesz’ Märchenverfilmung Rumpelstilzchen). Eine frühe Erwachsenenrolle hatte sie in George Bernard Shaws Der Arzt am Scheideweg. Darüber hinaus erhielt Maria Pichler von Gertrud Bodenwieser Tanzunterricht und gehörte der „Bodenwieser Tanzgruppe“ an. An der Akademie für Musik und Darstellende Kunst ließ sich Maria Pichler fortbilden. Infolge des Anschlusses an das nationalsozialistische Deutschland März 1938 entschloss sich ihr Vater (er war wegen „illegaler sozialdemokratischer Aktivitäten“ von den Nazis inhaftiert gewesen) zur Flucht mit der gesamten Familie. Am 30. August 1938 betrat die 20-jährige Maria Pichler in New York erstmals amerikanischen Boden.
Ihre ersten Schritte an US-Bühnen unternahm die junge Künstlerin, anfänglich noch unter dem Namen Maria Pichler, unter der Regie von Herbert Berghof in Emigrantenaufführungen, so etwa als Mitglied der Refugee Artists Group in der Revue From Vienna (Juni bis August 1939) und in Reunion in New York (Februar bis Mai 1940). Von April bis Juni 1942 erhielt sie, nunmehr unter dem für amerikanische Ohren leichter verständlichen Pseudonym Maria Palmer, ihre erste klassische Sprechrolle in dem antinazistischen Drama The Moon is Down (nach der gleichnamigen Vorlage von John Steinbeck). Noch im selben Jahr übersiedelte Maria Palmer nach Los Angeles und wirkte in den kommenden anderthalb Jahrzehnten mit Nebenrollen in einer Reihe von zumeist minder bedeutenden Hollywood-Filmen und diversen Fernsehproduktionen mit. Sporadisch kehrte sie nach New York an den Broadway zurück (im Mai 1948 in dem Kurzzeit-Flop The Vigil und als Zweitbesetzung der Edith Frank in dem großen Publikumserfolg Das Tagebuch der Anne Frank, Oktober 1955 bis Juni 1957).
Als Film- und Theaterangebote ausblieben, wandte sich Maria Palmer Rundfunk, Fernsehen und der Werbung zu. Kurzzeitig betrieb sie ihre eigene Produktionsgesellschaft, die Maria Palmer Enterprises, und präsentierte in den frühen 1960er Jahren ihre eigene Radiosendung in Los Angeles Sincerely, Maria Palmer. Darüber hinaus verfasste die Künstlerin eine Reihe von Manuskripten für Fernsehfilme, die jedoch nie umgesetzt wurden. Dabei benutzte Palmer das Pseudonym Eliot Parker White. Maria Pichler-Palmer starb einen Tag nach ihrem 64. Geburtstag im Cedars-Sinai Medical Center an Krebs.

## Filmografie
- 1923: Rumpelstilzchen
- 1942: Botschafter in Moskau (Mission to Moscow)
- 1944: Days of Glory
- 1945: Die Dame im Zug (Lady on a Train)
- 1946: Rendezvous 24
- 1947: Eine brennende Liebe (The Other Love)
- 1947: Das Netz (The Web)
- 1948: 13 Lead Soldiers
- 1949: Your Show Time (TV-Serie, zwei Folgen)
- 1950: Surrender
- 1951: Strictly Dishonorable
- 1952: Dangerous Assignment (TV-Serie, zwei Folge)
- 1953: Heiratet Marjorie? (By the Light of the Silvery Moon)
- 1953: Unternehmen Panthersprung (Flight Nurse)
- 1954: Rocky Jones, Space Ranger (TV-Serie)
- 1955: Kings Row (TV-Serie, eine Folge)
- 1956: Three for Jamie Dawn
- 1957: Outcasts of the City
- 1959: The Californians (TV-Serie, eine Folge)
- 1962: Tausend Meilen Staub (TV-Serie, zwei Folgen)
- 1962/63: Perry Mason (TV-Serie, zwei Folgen)
- 1964/65: The Young Marrieds (TV-Serie)
- 1967: FBI (TV-Serie, eine Folge)